# حكومة السلط المحلية
حكومة السلط المحلية هي إحدى الحكومات المحلية التي تأسست عقب سقوط المملكة العربية السورية واحتلالها من قبل الفرنسيين في منطقة شرق الأردن. تأسست الحكومة في منطقة وسط الأردن وكان مركزها السلط ،ضمت هذه الحكومة السلط و عمان و مادبا. وكان التأسيس على يد مظهر رسلان على إثر مؤتمر السلط عام 1920 م، و ضمت هذه الحكومه عددا من وجهاء السلط من بينهم سعيد الصليبي ومحمد الحسين و نمر الحمود، و ايوب الفاخوري، و اسماعيل السالم، و نجيب الابراهيم. و من وجهاء عمان من بينهم سعيد المفتي، و شمس الدين سامي و سيدو علي الكردي ،و عن قبيلة العدوان، و عن مأدبا ابراهيم الشويحات و كان المستشار لها البريطاني الميجور كامب . و انقسمت عنها فيما بعد حكومة عمان عندما قدم اليها الشريف علي بن الحسين الحارثي و كان الن كركبرايد ممثلا سياسيا لبريطانيا. وقد استمرت الحكومة فعلياً إلى حين دخول الأمير عبدالله الأول بن الحسين إلى عمان ومن ثم تشكيل الحكومة الأردنية الأولى برئاسة رشيد طليع، حيث خضعت الحكومات المحلية لسلطة الحكومة الأردنية الجديدة.